# David Dastmalchian
David Dastmalchian (Filadelfia, Pensilvania, 21 de julio de 1975) es un actor estadounidense conocido por su trabajo en cine, televisión y teatro. Originalmente de Kansas, estudió en la Universidad DePaul. En Chicago recibió papeles en El zoo de cristal y en Buried Child.

## Carrera
Su primer papel de relevancia fue como Thomas Schiff en The Dark Knight (2008), de Christopher Nolan. 
Luego consiguió papeles en películas como The Employer, Sushi Girl, Girls Will Be Girls, Saving Lincoln y Virgin Alexander.
En 2015 trabajó en la película Ant-Man, en el papel de Kurt, actuando junto a Paul Rudd, Evangeline Lilly, Michael Douglas y Michael Peña, y luego participó en sus dos secuelas, Ant-Man and the Wasp (2018) y Ant-Man and the Wasp: Quantumania (2023) (aunque en esta última en otro papel). En 2017 trabajó en las series The Flash y Gotham.
Dastmalchian ha aparecido además en películas como The Belko Experiment, Blade Runner 2049, Bird Box, A Million Little Pieces, The Suicide Squad, Dune, El estrangulador de Boston, Oppenheimer, The Boogeyman, The Last Voyage of the Demeter y Afraid.
En 2023 protagonizó la película de terror Late Night with the Devil, en el papel de Jack Delroy. En 2025 interpretará a Mr. 3 en la segunda temporada de la serie de Netflix One Piece.
- En 2025 forma parte del reparto de Matabot (Murderbot)

## Filmografía

### Cine
| Año  | Título                            | Personaje                   | Notas                                                                        |
| ---- | --------------------------------- | --------------------------- | ---------------------------------------------------------------------------- |
| 2008 | The Dark Knight                   | Thomas Schiff               |                                                                              |
| 2009 | Horsemen                          | Terrence                    |                                                                              |
| 2012 | Say When                          | Damon                       |                                                                              |
| 2012 | Cass                              | Joshua Whitmore             |                                                                              |
| 2012 | Virgin Alexander                  | Hank                        |                                                                              |
| 2012 | Sushi Girl                        | Nelson                      |                                                                              |
| 2012 | Singled Out                       | Luke                        |                                                                              |
| 2013 | Saving Lincoln                    | Major Eckert                |                                                                              |
| 2013 | The Employer                      | James Harris                |                                                                              |
| 2013 | Prisoners                         | Bob Taylor                  |                                                                              |
| 2014 | Animals                           | Jude                        | También escritor South by Southwest - Ganador del Premio especial del jurado |
| 2014 | Angry Video Game Nerd: The Movie  | Sargento L. J. Ng           | Cameo                                                                        |
| 2015 | Chronic                           | Bernard                     |                                                                              |
| 2015 | Ant-Man                           | Kurt                        |                                                                              |
| 2017 | The Belko Experiment              | Lonny                       |                                                                              |
| 2017 | Blade Runner 2049                 | Coco                        |                                                                              |
| 2018 | Ant-Man and the Wasp              | Kurt                        |                                                                              |
| 2018 | Bird Box                          | Merodeador que silba        |                                                                              |
| 2018 | A Million Little Pieces           |                             |                                                                              |
| 2018 | Relaxer                           | Cam                         |                                                                              |
| 2018 | All Creatures Here Below          | Gensan                      | También escritor                                                             |
| 2019 | Teacher                           | James Lewis                 |                                                                              |
| 2019 | Jay and Silent Bob Reboot         | Oficial de SWAT             |                                                                              |
| 2021 | The Suicide Squad                 | Abner Krill / Polka-Dot Man |                                                                              |
| 2021 | Dune                              | Piter De Vries              |                                                                              |
| 2023 | Late Night with the Devil         | Jack Delroy                 | También productor                                                            |
| 2023 | Ant-Man and the Wasp: Quantumania | Veb                         |                                                                              |
| 2023 | El estrangulador de Boston        | Albert DeSalvo              |                                                                              |
| 2023 | Oppenheimer                       | William L. Borden           |                                                                              |
| 2023 | The Boogeyman                     | Lester Billings             |                                                                              |
| 2023 | The Last Voyage of the Demeter    | Wojchek                     |                                                                              |
| 2024 | Afraid                            | Lightning                   |                                                                              |
| 2026 | Street Fighter                    | Mike Bison                  |                                                                              |

### Televisión
| Año        | Título                         | Personaje               | Notas                                                                        |
| ---------- | ------------------------------ | ----------------------- | ---------------------------------------------------------------------------- |
| 2008       | ER                             | Hombre joven            | Episodio: "Heal Thyself"                                                     |
| 2012       | The League                     | Trabajador de la morgue | Episodio: "Judge MacArthur"                                                  |
| 2013       | Ray Donovan                    | Maestro de inglés       | Episodio: "Black Cadillac"                                                   |
| 2014       | CSI: Crime Scene Investigation | Lee Crosby              | Episodio: "Killer Moves"                                                     |
| 2014       | Almost Human                   | Simon                   | Episodio: "Simon Says"                                                       |
| 2014       | Intruders                      | Oz Turner               | Episodio: "She Was Provisional"                                              |
| 2015       | CSI: Cyber                     | Logan Reeves            | Episodio: "Family Secrets"                                                   |
| 2016       | 12 Monkeys                     | Kyle Slade              | Episodios: "Bodies of Water", "Immortal"                                     |
| 2016–2020  | MacGyver                       | Murdoc                  | 9 episodios                                                                  |
| 2017       | Gotham                         | Dwight Pollard          | Episodios: "Ghosts", "Smile Like You Mean It"                                |
| 2017, 2021 | The Flash                      | Abra Kadabra            | Episodios: «Abra Kadabra», «Central City Strong»                             |
| 2017       | Twin Peaks                     | Pit Boss Warrack        | Episodios: "The Return, Part 4", "The Return, Part 5", "The Return, Part 10" |
| 2017       | Svengoolie                     | Él mismo                | Invitado de estudio, dos apariciones                                         |
| 2021       | What If...?                    | Kurt                    | Serie animada de Marvel para Disney+                                         |
| 2025       | Dexter: Resurrección           | Gemini Killer           | Personaje recurrente, primer temporada                                       |
| 2026       | One Piece                      | Mr. 3                   | Papel recurrente; segunda temporada                                          |

### Vídeos musicales
| Año  | Título                   | Personaje | Notas                |
| ---- | ------------------------ | --------- | -------------------- |
| 2012 | "Constant Conversations" | Él mismo  | Video de Passion Pit |
| 2018 | "Catch It"               | Él mismo  | Video de Iceage      |
| 2018 | "Dark Speed"             |           | Video de Failure     |